# Fakultät für Maschinenwesen der Technischen Universität München

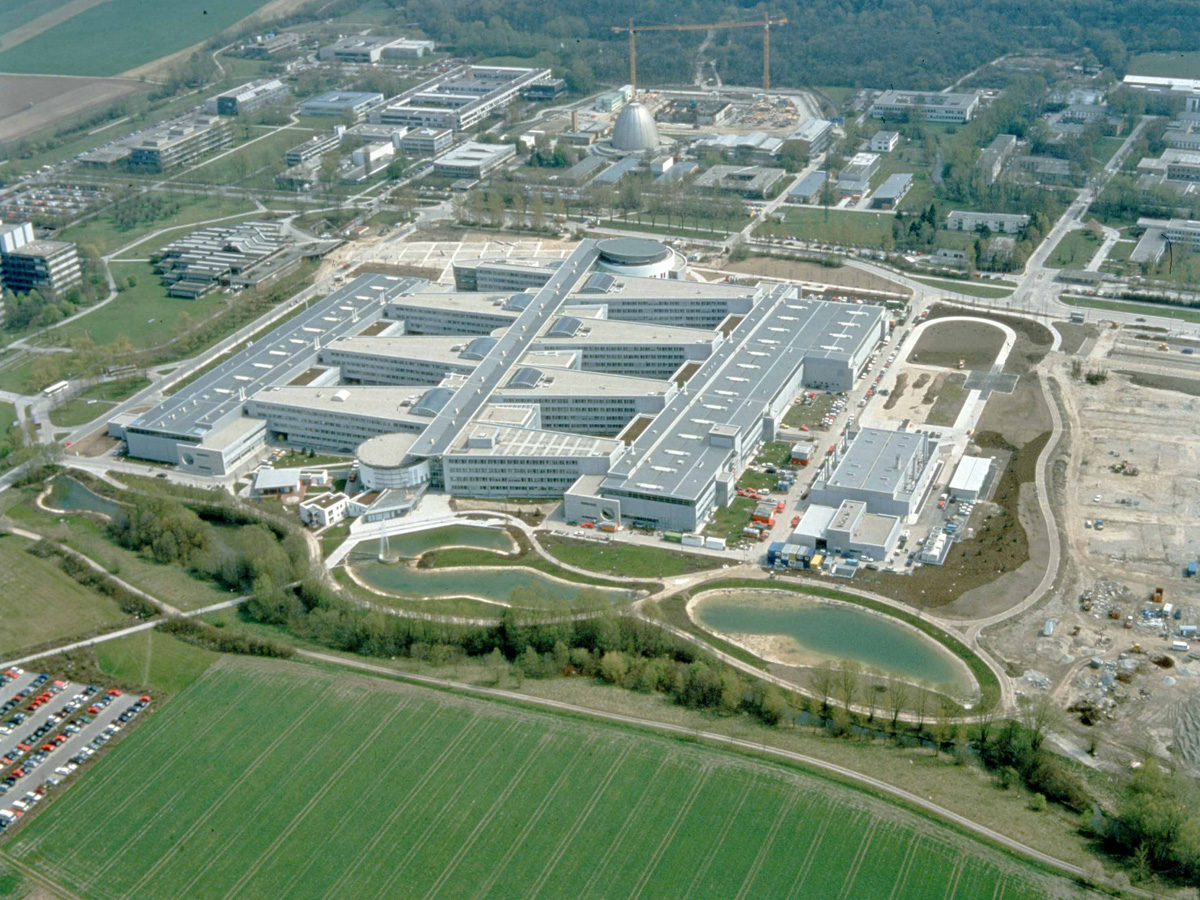
TU München, Fakultät Maschinenwesen, im Hintergrund die Forschungsreaktoren FRM I (Atomei) und FRM II

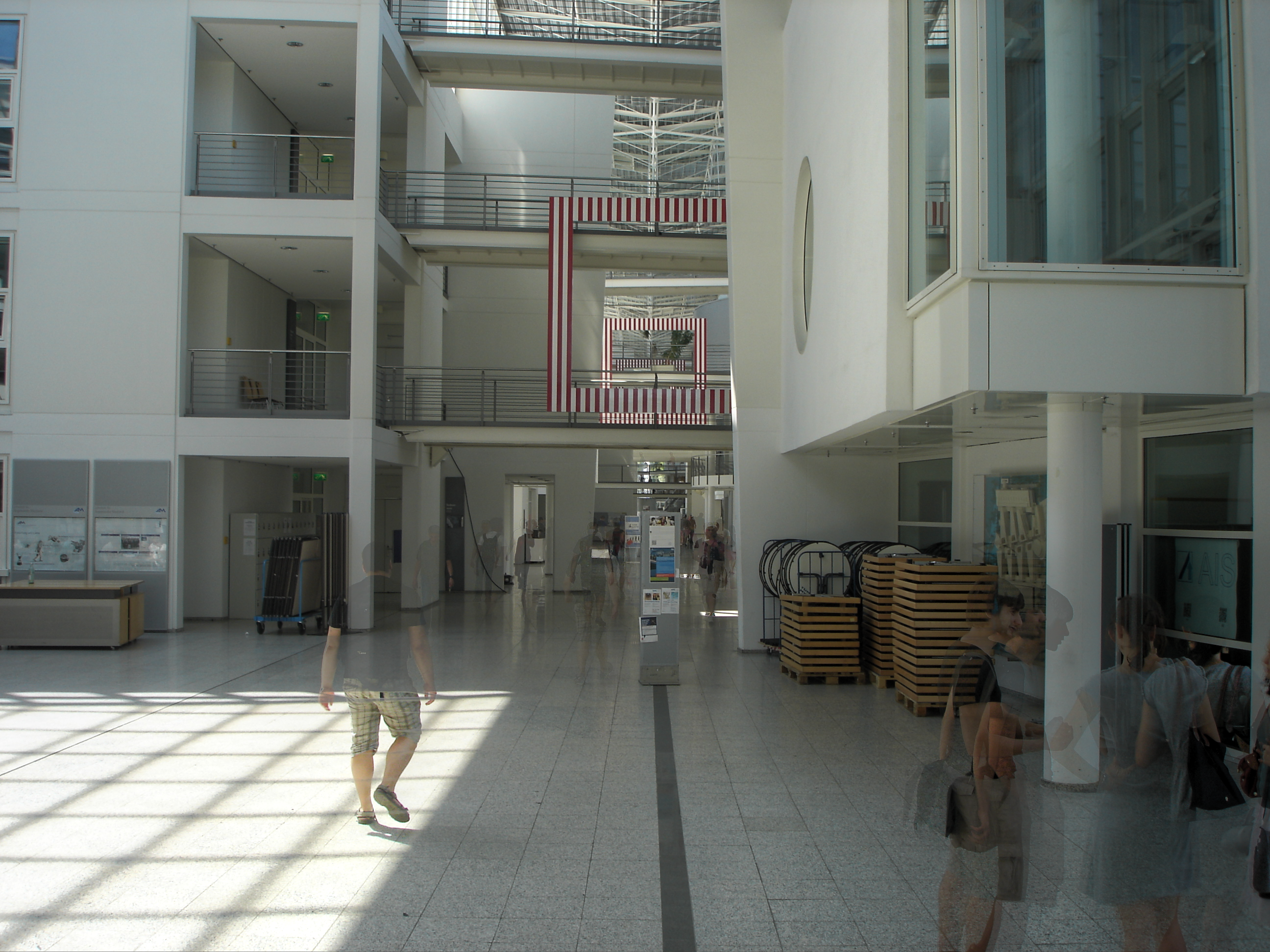
Innenansicht des mittleren Gebäudeteils

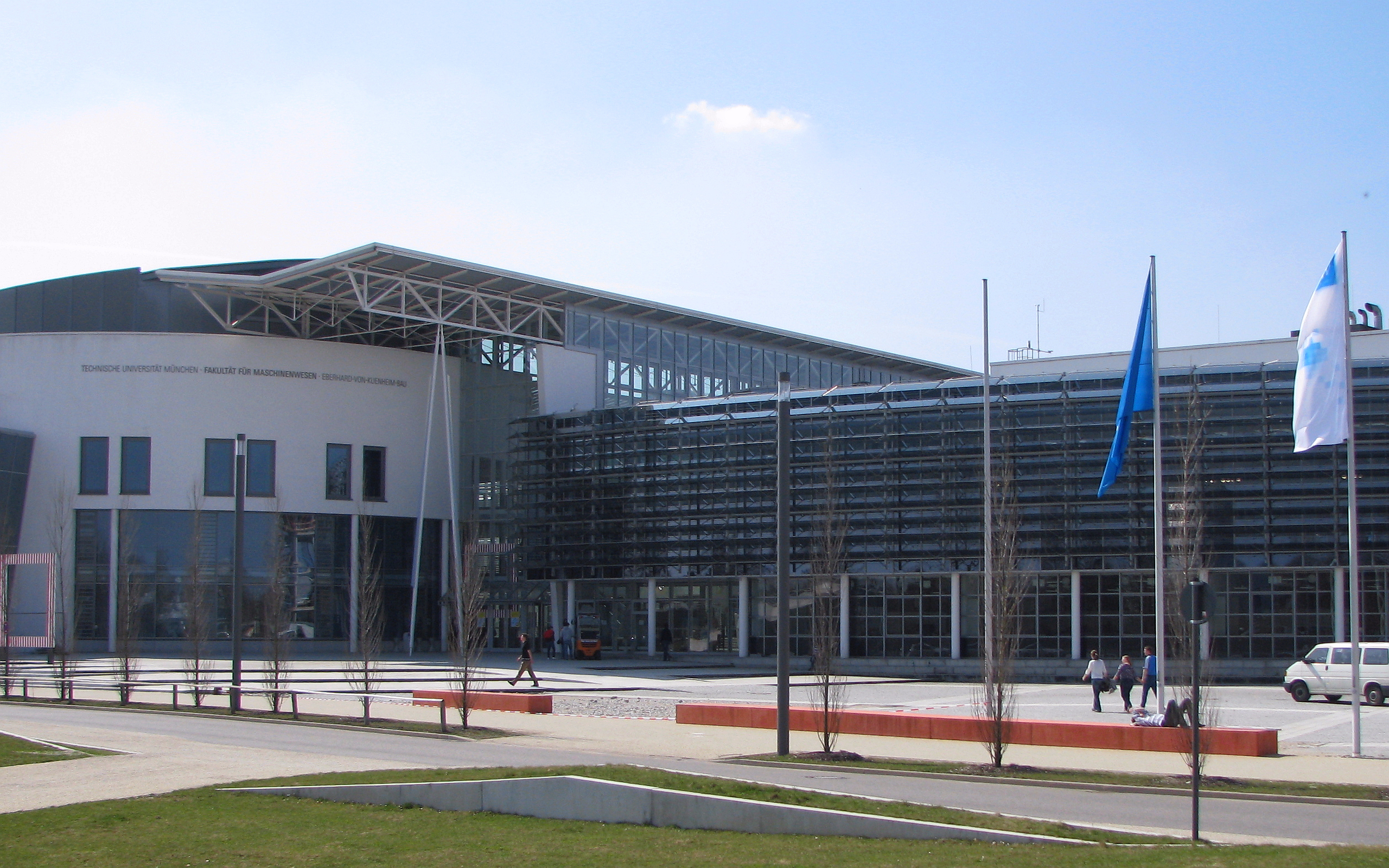
Eingangsbereich der Fakultät an der Boltzmannstraße Garching

Die Fakultät für Maschinenwesen der Technischen Universität München (TUM) bildete das ganze Spektrum des Maschinenbau-Ingenieurwesen in Forschung und Lehre ab. Schwerpunkte der Fakultät waren Automotive, Mechatronik, Produktionstechnik und Energietechnik sowie, gemeinsam mit anderen Fakultäten, Medizintechnik und Verfahrenstechnik. Am 1. Oktober 2021 wurde die Fakultät in die TUM School of Engineering and Design integriert.

## Geschichte der Fakultät
Gegründet wurde die Fakultät im Jahr 1868 als Mechanisch-Technische Abteilung der Polytechnischen Schule München mit der Berufung von Carl von Linde auf den Lehrstuhl für Maschinenlehre, Johann Bauschinger auf den Lehrstuhl für Technische Mechanik und Graphische Statik, Heinrich Carl Adolph Ludewig auf den Lehrstuhl für Maschinenbau sowie Friedrich Klingenfeld auf den Lehrstuhl für Darstellende Geometrie. Kurz darauf wurde 1875 mit Egbert Ritter von Hoyer der Lehrstuhl für Mechanische Technologie besetzt. Stark gewachsen ist die Fakultät in den 1950er und 1960er Jahren mit einer Ausdifferenzierung der Energie- und Verfahrenstechnik und der Mechanik sowie der Etablierung der Luft- und Raumfahrttechnik und der Produktionstechnik.
Im Zuge einer Reorganisation der bisherigen acht Abteilungen in sechs Fakultäten wurde 1934 die Fakultät für Maschineningenieurwesen etabliert und 1949 in Fakultät für Maschinenwesen und Elektrotechnik – Abteilung Maschinenwesen umbenannt. Mit Inkrafttreten des Bayerischen Hochschulgesetzes wurden die Fakultäten 1974 durch Fachbereiche ersetzt, welche jedoch kurz darauf 1979 wieder die Bezeichnung Fakultät erhielten. Seitdem firmiert die Fakultät als Fakultät für Maschinenwesen. Zum 1. Oktober 2019 wurde der Bereich Luft- und Raumfahrt ausgegliedert und in eine neue Fakultät für Luftfahrt, Raumfahrt und Geodäsie überführt. Die Fakultät für Maschinenwesen wurde zum 30. September 2021 aufgelöst und am 1. Oktober 2021 in die TUM School of Engineering and Design integriert.

## Gebäude und Campus Garching
Die Fakultät war bis 1997 in München an der Arcisstraße nahe dem Königsplatz beheimatet (⊙). Heute befindet sie sich am Campus der TUM in Garching bei München. Das Gebäude beherbergt mit seinen ca. 52.000 m² Hauptnutzungsfläche einen Großteil der Lehr- und Forschungseinrichtungen der Fakultät sowie eine Teilbibliothek, eine Cafeteria des Studentenwerks München und drei kleine Shops.  Auf dem Garchinger Forschungscampus sind in direkter Nachbarschaft vier Max-Planck-Institute (für Astrophysik, extraterrestrische Physik, Plasmaphysik und Quantenoptik), das Walther-Meißner-Institut für Tieftemperaturforschung, das Walter Schottky Institut und das Hauptquartier der Europäischen Südsternwarte angesiedelt. Zu den kerntechnischen Forschungseinrichtungen der TUM in Garching gehören unter anderem der Forschungsreaktor München (das „Atomei“) und der Siemens Argonaut Reaktor (welche beide mittlerweile außer Betrieb sind) sowie die neue Forschungs-Neutronenquelle Heinz Maier-Leibnitz.

## Forschung
Die Fakultät für Maschinenwesen war eine der forschungsstärksten Maschinenbau-Fakultäten in Deutschland. Dies spiegelt sich wider in den einschlägigen Fakultätsrankings, wie bspw. der CHE-Studie „Vielfältige Exzellenz“, in der die Fakultät für Maschinenwesen der TUM regelmäßig in der Spitzengruppe vertreten war.
Im QS World University Ranking (Ranking „by Subject: Engineering & Technology“) belegte die Fakultät regelmäßig internationale Spitzenplätze:
- 2018: Platz 25[7] (Platz 1 in Deutschland)
- 2019: Platz 22[8] (Platz 1 in Deutschland, Platz 8 in Europa)
- 2020: Platz 25[9] (Platz 1 in Deutschland, Platz 8 in Europa)
- 2021: Platz 29[10] (Platz 1 in Deutschland, Platz 8 in Europa)

Forschungsschwerpunkte waren: Automotive, Mechatronik, Produktionstechnik und Energietechnik sowie, gemeinsam mit anderen Fakultäten, Medizintechnik und Verfahrenstechnik.
Viele Lehrstühle waren in die Kompetenzcluster eingebunden (Automotive, Biotechnologie, Energietechnik, Logistik, Luft- und Raumfahrt, Mechatronik und Automation, Medizintechnik, Neue Werkstoffe), die von der Bayerischen Staatsregierung im Rahmen der „Allianz Bayern Innovativ“ geschaffen wurden.

## Lehr- und Forschungseinheiten (Professuren)
Mit Stand vom Februar 2021 gab es an der Fakultät für Maschinenwesen 39 Professuren:
- Lehrstuhl für Aerodynamik und Strömungsmechanik
- Lehrstuhl für Akustik mobiler Systeme
- Lehrstuhl für Angewandte Mechanik
- Lehrstuhl für Anlagen- und Prozesstechnik
- Lehrstuhl für Automatisierung und Informationssysteme
- Lehrstuhl für Betriebswissenschaften und Montagetechnik
- Fachgebiet für Biomechanik
- Lehrstuhl für Bioverfahrenstechnik
- Lehrstuhl für Cyber-Physical Systems in Production Engineering
- Lehrstuhl für Energiesysteme
- Lehrstuhl für Ergonomie
- Lehrstuhl für Fahrzeugtechnik
- Lehrstuhl für Fördertechnik Materialfluss Logistik
- Fachgebiet für Kontinuumsmechanik
- Professur für Laser-basierte Additive Fertigung
- Lehrstuhl für Maschinenelemente
- Fachgebiet für Mechanik auf Höchstleistungsrechnern
- Lehrstuhl für Medizintechnische Materialien und Implantate
- Professur für Mehrskalige Modellierung von Fluiden Materialien
- Lehrstuhl für Mikrotechnik und Medizingerätetechnik
- Lehrstuhl für Nukleartechnik
- Lehrstuhl für Numerische Mechanik
- Fachgebiet für Plasma-Material-Wechselwirkung
- Lehrstuhl für Produktentwicklung und Leichtbau
- Lehrstuhl für Produktion und Technik in der Medienbranche
- Lehrstuhl für Regelungstechnik
- Fachgebiet für Selektive Trenntechnik
- Fachgebiet für Sportgeräte und Sportmaterialien
- Fachgebiet für Strömungsbeeinflussung und Aeroakustik
- Fachgebiet für Systembiotechnologie
- Lehrstuhl für Thermodynamik
- Professur für Thermofluiddynamik
- Lehrstuhl für Umformtechnik und Gießereiwesen
- Lehrstuhl für Verbrennungskraftmaschinen
- Lehrstuhl für Werkstoffkunde und Werkstoffmechanik
- Lehrstuhl für Werkstofftechnik der Additiven Fertigung
- Lehrstuhl für Werkzeugmaschinen und Fertigungstechnik
- Lehrstuhl für Windenergie
- Lehrstuhl für Zerstörungsfreie Prüfung

Ehemalige Professuren waren:
- Lehrstuhl für Flugantriebe
- Lehrstuhl für Fluidmechanik
- Lehrstuhl für Leichtbau
- Assistant Professorship für Sichere Eingebettete Systeme
- Lehrstuhl für Medizintechnik
- Lehrstuhl für Produktentwicklung

Ehemalige Professuren, die 2019 an die Fakultät für Luftfahrt, Raumfahrt und Geodäsie übergingen, waren:
- Lehrstuhl für Carbon Composites
- Lehrstuhl für Flugsystemdynamik
- Lehrstuhl für Hubschraubertechnologie
- Lehrstuhl für Luftfahrtsysteme
- Fachgebiet für Raumfahrtantriebe
- Lehrstuhl für Raumfahrttechnik
- Lehrstuhl für Turbomaschinen und Flugantriebe

## Fakultäts-Graduiertenzentrum
Das „Fakultäts-Graduiertenzentrum Maschinenwesen“ (FGZ MW) wurde als eines der ersten Graduiertenzentren der TUM am 25. Februar 2010 als Teil der TUM Graduate School offiziell eröffnet. Das Ziel des Fakultäts-Graduiertenzentrums war die Fortbildung und Vernetzung der Doktorandinnen und Doktoranden, soweit dies nicht direkt durch die betreuenden Professoren geschehen kann.

## Persönlichkeiten und Alumni

### Ehrenpromotionen (Dr.-Ing. E. h.)
- Herbert Kraibühler, 2015, in Anerkennung seiner außergewöhnlichen Leistungen und Ideen zu Forschung und Entwicklung innovativer Maschinen der Kunststoffverarbeitung und additiven Fertigung
- Reimund Neugebauer, 2012, in Anerkennung seiner herausragenden Leistungen zur Erforschung und Entwicklung von ressourceneffizienten großserienfähigen Produktionstechnologien und innovativen mechatronischen Fertigungssystemen
- Norbert Reithofer, 2011, in Anerkennung seiner herausragenden Leistungen zur Erforschung, Entwicklung und Realisierung von neuen Produktionstechnologien und innovativen, zukunftsweisenden Organisationsformen für die Produktion
- Bernhard Fischer, 2009, in Anerkennung seiner außergewöhnlichen Leistungen zur Forschung, Entwicklung und Realisierung effizienter und umweltfreundlicher Kraftwerkstechnologien
- Manfred Wittenstein, 2008, in Anerkennung seiner außergewöhnlichen Leistungen und Ideen zu Forschung und Entwicklung innovativer Antriebssysteme und bei der zukunftsweisenden Unternehmensführung
- Dieter Spath, 2007, in Anerkennung seiner außerordentlichen Leistungen in der Forschung und Entwicklung zur Verknüpfung von Technologiekompetenz, Arbeitswissenschaft und Management
- Frank E. Talke, 2005, in Anerkennung seiner außergewöhnlichen Leistungen in der Forschung und Entwicklung der Mechanik und Tribologie der Magnetspeichersysteme und der internationalen Zusammenarbeit auf dem Gebiet der Ingenieurausbildung
- Burkhard Göschel, 2004, in Anerkennung seiner außergewöhnlichen Leistungen und Ideen zu Forschung und Entwicklung auf dem Gebiet der Mechatronik im Automobilwesen
- Volker Kronseder, 2003, in Anerkennung seiner außergewöhnlichen Leistungen und Ideen zu Forschung und Entwicklung innovativer Abfüllanlagen und Kunststoffmaschinen und bei der Unternehmensführung
- Ali Hasan Nayfeh, 1999, in Anerkennung seiner überragenden und weltweit anerkannten wissenschaftlichen Beiträge auf dem Gebiet der nichtlinearen Dynamik und ihrer Anwendung in den Ingenieurwissenschaften
- Bernd Pischetsrieder, 1997, in Anerkennung seiner herausragenden Leistungen und innovativen Ideen auf dem Gebiet ganzheitlicher Systemtechnik und Systemintegration in der Produktion und in der Unternehmensführung
- Rudolf Rupprecht, 1995, in Würdigung seiner außergewöhnlichen ingenieurtechnischen Leistungen auf dem Gebiet der Unternehmensführung zum Erhalt des Wirtschaftsstandortes Deutschland
- Raymond Viskanta, 1994, in Würdigung seiner außergewöhnlichen ingenieurwissenschaftlich-technischen Leistungen auf den Gebieten der Übertragung von Strahlungsenergie und des Wärme- und Stofftransportes
- Wolfgang Bürgel, 1993, in Anerkennung seiner hervorragenden ingenieurwissenschaftlich-technischen Leistungen auf dem Gebiet des Materialflusses und der Produktionslogistik
- Hans Jürgen Matthies, 1991, in Würdigung seiner herausragenden wissenschaftlichen, technischen und wissenschaftlich-organisatorischen Leistungen auf dem Gebiete der Agrartechnik und in Anerkennung besonderer Verdienste um die wissenschaftliche Durchdringung der Ölhydraulik
- Gerhard Pahl, 1990, in Anerkennung seiner wissenschaftlichen Leistungen auf dem Gebiet der Konstruktionslehre und deren Verknüpfung mit den Gebieten der Maschinenelemente und des rechnergestützten Konstruierens
- Rudolf Quack, 1990, in Würdigung seiner herausragenden wissenschaftlichen Leistungen auf den Gebieten der Feuerungs- und Regelungstechnik
- Eberhard von Kuenheim, 1988, in Würdigung seiner herausragenden technischen Leistungen auf dem Gebiet der Automobiltechnik, Produktionstechnik sowie Unternehmensführung
- Hans Dinger, 1987, in Würdigung seiner herausragenden ingenieur-wissenschaftlich-schöpferischen Leistungen auf dem Gebiet des Verbrennungskraftmaschinenbaus
- Hans-C. Koch, 1986, in Anerkennung seiner herausragenden technisch-wissenschaftlichen Leistungen auf dem gesamten Gebiet der Produktionstechnik im Automobilbau
- Helmuth Glaser, 1981, in Anerkennung seiner grundlegenden wissenschaftlichen Arbeiten auf dem Gebiet der Thermodynamik, insbesondere der Kältetechnik und Verfahrenstechnik und seiner erfolgreichen Tätigkeit als akademischer Lehrer und Herausgeber wissenschaftlichen Schrifttums
- Erwin Sick, 1980, in Anerkennung seines Beitrags zur wissenschaftlichen und konstruktiven Entwicklung von optischen Geräten mit elektronischer Signalauswertung
- Ernst Gassner, 1979, in Anerkennung seiner großen Verdienste um die theoretische und experimentelle Erforschung der Betriebsfestigkeit

### Studenten
- Rudolf Diesel, Erfinder des Dieselmotors
- Claude Dornier, Flugzeugbauer
- Alexander von Falkenhausen, ehemaliger Leiter der Rennsportabteilung von BMW
- Willy Messerschmitt, Flugzeugkonstrukteur und Unternehmer
- Bernd Pischetsrieder, ehemaliger Vorstandsvorsitzender der BMW und der Volkswagen AG
- Wolfgang Reitzle, Vorstandsvorsitzender der Linde AG
- Ludwig Prandtl, bekannt durch die Prandtl-Zahl

### Professoren
- Johann Bauschinger, Mathematiker und Materialwissenschaftler (Bauschingereffekt)
- Carl von Linde, Gründer der Linde AG
- Joachim Milberg, ehemaliger Vorstandsvorsitzender der BMW AG
- Gustav Niemann, Autor eines Standardwerks zu Maschinenelementen
- August Föppl, bekannt durch die Föppl-Klammer
- Wilhelm Nußelt, bekannt durch seine Werke auf dem Gebiet der Wärmeübertragung (z. B. Nußelt-Zahl)